# آخر الدنيا
آخر الدنيا هو فيلم رومانسي مصري عرض عام 2006، بطولة نيللي كريم ويوسف الشريف وهيدي كرم ومن إخراج أمير رمسيس.

## قصة الفيلم
تحكي قصة الفيلم عن طبيب نفسي يقابل فتاة ويحبها، وفجأة تعلم هذه الفتاة بأن أخت الطبيب هي فتاة دهستها منذ بضع سنوات وفجأة ترواد هذه الفتاة كوابيس عن الفتاة التي دهستها وفي إطار القصة يكتشف المشاهد أن هذه الفتاة ليست سوى أخت إحدى المريضات التي كان الطبيب يعالجها، وقد دبرت هذه القصة لكي تشعر الفتاة التي دهست أختها بالذنب وفي نهاية الفيلم يذهب كل من الطبيب والفتاة التي دهست البنت إلى المكان المسمى «آخر الدنيا» لكي يعترف كل منهم بذنوبهم.

## طاقم التمثيل
| الممثل        | الددور         |
| ------------- | -------------- |
| نيللي كريم    | سلمى           |
| يوسف الشريف   | خالد           |
| هيدي كرم      | دينا           |
| أشرف رياض     | إيهاب          |
| ماجدة الخطيب  | سوسن           |
| نهى العمروسي  | حُسنة           |
| علا غانم      | هند - ضيفة شرف |
| راندا البحيري | ليلى           |
| رمضان خاطر    | ربيع           |

## فريق العمل
- إخراج: أمير رمسيس
- سيناريو وحوار: محمد رفعت
- إنتاج: دانا للإنتاج والتوزيع الفني (مي مسحال)
- توزيع: الشركة العربية للإنتاج والتوزيع السينمائي
- مونتاج: أحمد عبد الله السيد
- موسيقى تصويرية: خالد حماد
- مدير التصوير: أحمد جبر

## وصلات خارجية
- آخر الدنيا على موقع IMDb (الإنجليزية)
- آخر الدنيا على موقع الدهليز
- آخر الدنيا على موقع قاعدة بيانات الأفلام العربية
- آخر الدنيا على موقع فيلمافينيتي (الإسبانية)
- صفحة الفيلم على موقع السينما